# The Burden Bearer (film 1915)
The Burden Bearer è un cortometraggio muto del 1915 diretto da Burton L. King.

## Produzione
Il film fu prodotto dall'Universal Film Manufacturing Company.

## Distribuzione
Distribuito dall'Universal Film Manufacturing Company, il film - un cortometraggio in una bobina - uscì nelle sale cinematografiche degli Stati Uniti il 22 luglio 1915.